# 福本まり子
福本 まり子（ふくもと まりこ、1952年〈昭和27年〉11月13日 - ）は、日本の政治家。鳥取県東伯郡琴浦町長（1期）。

## 経歴
鳥取県東伯郡琴浦町出身。1971年、鳥取県立米子南商業高等学校卒業。1978年、東伯町役場に入庁。2013年、琴浦町役場農林水産課参事で退職する。
2014年、琴浦町シルバー人材センター事務局長に就任する。
2018年、琴浦町議会議員に初当選する。
2022年1月23日に実施された琴浦町長選挙で現職を破り、初当選。山陰両県初の女性首長となる。

## 人物
2019年、福本は「40数年間、部落問題、解放運動にかかわってきたが、今ここにきてさまざまな疑問や不信感がわいている」と述べている。部落問題とのかかわりは、谷田彰の存在が大きく影響している。谷田彰に奈良県五條市の福本まり子の遺著『悲濤』をすすめられた。同姓同名で、被差別部落の生まれという共通点があった。『悲濤』を読み始めたが途中で投げ出した。「かわいそうにとか悲しいとかの感情ではなく、腹立たしさ、くやしさで最後まで読む気になれなかった」という。
2000年代の前半は企業倒産が相次ぎ就職難の時代だったが、福本の家も夫の事業の失敗で競売にかけられた。このころに県内でも競売物件を中心に買い求めてリフォームをし販売する業者が現れ、あちこちで中古物件売り出しのピンクの旗が目についたが福本は「このピンクの旗の近くを通るたびに借金や住宅ローンが払えなくなってやむなく手放した家だろうなと推測がつき、我が事のようで心が痛んだ」という。
地元では、下伊勢西大区長を務めた。

## 政策・主張

### 部落問題
琴浦町議会議員の頃の2018年（平成30年）に「琴浦町同和対策に係る固定資産税の減免措置要綱の廃止を求める決議」に福本は反対したが、2019年には賛成をしている。議論のなかで町長は「部落の土地は売れない、地価の価格差があるから減免を続けている。差がなければやめる」と述べたが、福本は「町長の考えは部落差別があるから安いんだ、部落は差別のために、未だに低位な状況だというような偏見・決めつけ、このようなことを平気で言うこと自体その認識の甘さがかえって差別を助長する要因にもなっている。なぜなら下伊勢は立地の条件や環境も良く、素晴らしい誇りあるところだからです。同和対策事業は終了したのです。いつまでも旧態然とした既得権を誇示し、死守することが運動だとは思いません。人をなじるような暴言や態度、怒りを露わにした行動はけっして周りに良い印象を与えません」などと述べている。